# اوبوزان

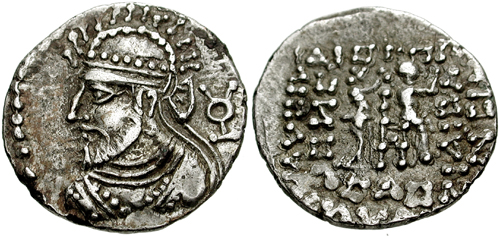
نمایی از یک سکهٔ ضرب‌شده هندوپارتی در دوران اوبوزان

اوبوزان پسر گد/ارتاگن بود. دراخمای نقره‌ای از او وجود دارد که دقیقاً از سکه نسبت داده شده به بلاش دوم (حدود ۹–۷۷م) گرته‌برداری شده‌است و کتیبه‌ای با حروف یونانی بر پشت خود دارد با مضمون: «شاه اوبوزان، پسر شاه ارتاگن». اوبوزان هم مانند پدرش فقط لقب شاه داشت و بنابراین در زمره شاهک‌های هندوپارتی جای دارد.